# Brzeżno
Brzeżno (deutsch Briesen bei Schivelbein) ist ein Dorf und Landgemeinde in der polnischen Woiwodschaft Westpommern im  Powiat Świdwiński (Schivelbein).

## Geographische Lage
Brzeżno liegt neun Kilometer südlich der Kreisstadt Świdwin an der Wojewodschaftsstraße 162 Kołobrzeg (Kolberg) – Świdwin – Drawsko Pomorskie (Dramburg) im Kreuzungspunkt mit der Nebenstraße Rzepczyno (Repzin) – Pęczerzyno (Panzerin) – Słonowice (Schlönwitz) in Hinterpommern. Die nächste Bahnstation ist Świdwin an der Bahnstrecke Stargard–Danzig.

## Dorf Brzeżno (Briesen)

### Geschichte
Zum pommerschen Briesen gehörten vor 1945 die Rittergüter Ilsbruch und Friedrichshof. Bereits im neumärkischen Landbuch von 1337 wird das Dorf mit einer Kirche erwähnt. Im 15. Jahrhundert  gehörte es der Familie von Briesen. Im Jahre 1807 wurden Leutnant von Hauben und Leutnant von Briesen genannt.
Im Jahre 1824 wurde in Briesen die Bauernregulierung vorgenommen. Damals waren sechs Bauern und mehrere Kossäten ansässig. 60 Jahre später waren es noch drei Bauern, ein Kossät, sechs Büdner und sechs Eigentümer. Im Jahre 1928 gab es in Briesen noch zwei Rittergüter mit einer Größe von 59 Hektar im Besitz von Willy Karl.
Die Gemeinde war landwirtschaftlich ausgerichtet. Handel und Handwerk waren durch eine Huf- und Wagenschmiede, eine Zimmerei, eine Stellmacherei, einen Elektroinstallateur, ein Bauunternehmen, eine Schuhmacherei, einen Kolonialwarenladen und Gasthof vertreten. Die Brennereigenossenschaft und die Molkereigenossenschaft waren zugleich für die Gemeinden Repzin, Venzlaffshagen und Panzerin zuständig.
Im Jahre 1939 zählte die 1089,1 Hektar große Dorfgemeinde Briesen 354 Einwohner, von denen 281 in der Landwirtschaft beschäftigt waren. Das Rittergut Ilsbruch war im Besitz von Otto Klütz und hatte eine Größe von 266 Hektar.
Bis 1932 gehörte Briesen zum Landkreis Schivelbein und kam nach dessen Auflösung zum Landkreis Belgard (Persante). Es gehörte zum Amtsgerichtsbezirk Schivelbein. Zum Gemeindegebiet gehörten der Große und der Kleine Briesener See.
Letzter deutscher Bürgermeister war Arthur Schimmelpfennig. Die polizeilichen Aufgaben nahm zuletzt der Gendarmerieposten Draeger wahr.
Briesen wurde am 3. März 1945 zwischen 12 und 13 Uhr durch Truppen der Roten Armee aus Richtung Venzlaffshagen kommend ohne Kampfhandlungen besetzt. Zwei Tage später kam es zu kleineren Kämpfen in der Nähe des Ortes. Nachdem Hinterpommern unter polnische Verwaltung gestellt worden war, begann im Sommer 1945 die Vertreibung der deutschen Bevölkerung. Briesen wurde in  Brzeżno umbenannt und gehört heute zur gleichnamigen Landgemeinde im Powiat Świdwiński.

### Amtsbezirk
Bis 1945 bildete Briesen einen eigenen Amtsbezirk im Landkreis Belgard (Persante). Zugehörig waren die Gemeinden Briesen, Kussenow, Venzlaffshagen und Völzkow.

### Standesamtsbezirk
Briesen war bis 1945 ein eigener Standesamtsbezirk, zu dem alle Gemeinden des Amtsbezirks gehörten.

### Persönlichkeiten: Söhne und Töchter des Ortes
- Karl Schimmelpfennig (1901–1990), deutscher Agrarwissenschaftler und Tierzuchtdirektor
- Edmund Kieselbach (1937–2006), deutscher Maler, Grafiker, Klang- und Installationskünstler

### Kirche

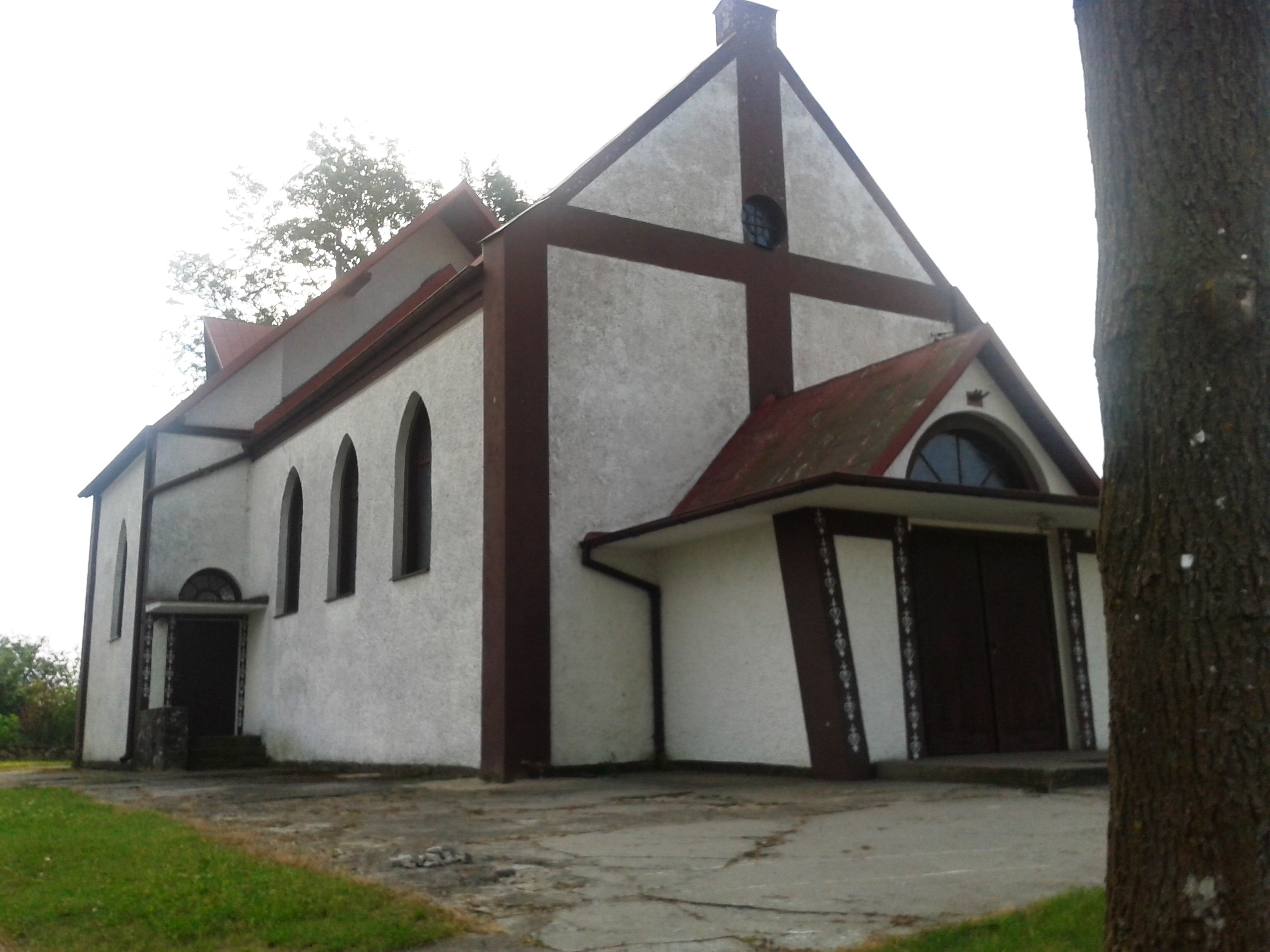
Brzeżno – Kirche (2014)

#### Kirchengemeinde
Briesen war bis 1945 eine selbständige Kirchengemeinde, die mit den Kirchengemeinden Venzlaffshagen und Völzkow-Kissenow das Kirchspiel Venzlaffshagen bildete. Von den 962 Gemeindegliedern im Kirchspiel lebten 351 in Briesen. Die Kirchengemeinde gehörte zum Kirchenkreis Schivelbein der Kirchenprovinz Pommern in der evangelischen Kirche der Altpreußischen Union. Letzter deutscher Pfarrer war Ernst Gauger.
Heute gehört Brzeżno zum Kirchspiel Koszalin (Köslin) in der Diözese Pommern-Großpolen der Evangelisch-Augsburgischen Kirche in Polen.

#### Dorfkirche
Die alte Kirche brannte am 7. Oktober 1812 ab. Der Neubau wurde erst am 2. Oktober 1861 eingeweiht. Die beiden Glocken lieferte die Stettiner Glockengießerei C. Voss & Sohn im Jahre 1878.

### Schule
Briesen verfügte über eine eigene Schule, an der zuletzt Paul Genz als Lehrer (und auch als Organist) tätig war.

## Gmina Brzeżno

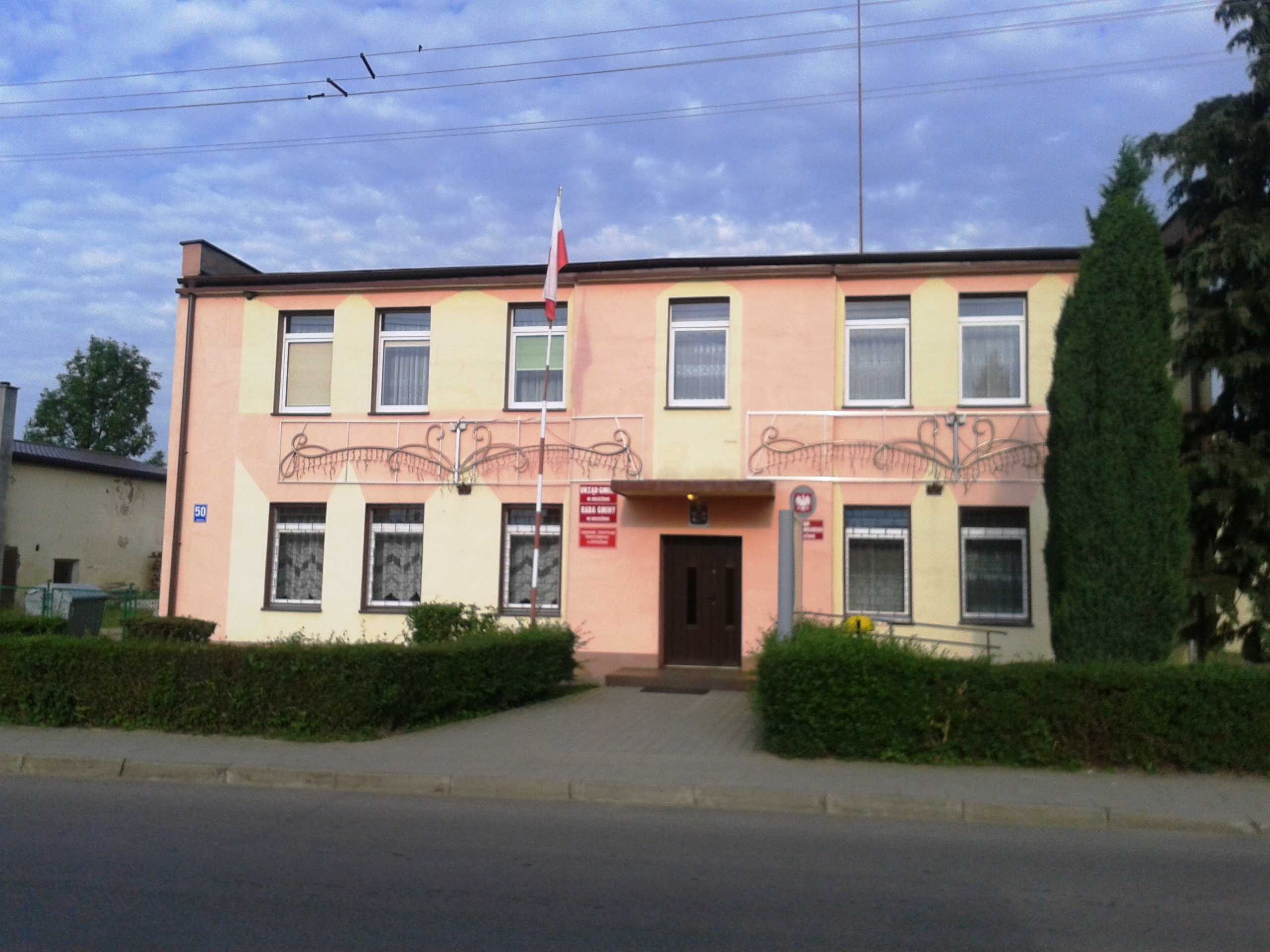
Brzeżno – Gemeindeamt (2014)

### Allgemeines
Die Gmina Brzeżno lag bis 1998 in der Woiwodschaft Köslin und gehört heute zur Woiwodschaft Westpommern. Nachbargemeinden sind die Gemeinde und die Stadt Świdwin (Schivelbein), Drawsko Pomorskie (Dramburg) und Ostrowice (Wusterwitz) sowie Łobez (Labes).
Die Gemeindefläche beträgt 110,84 km², die Einwohnerzahl beträgt 2.800. Von den 114 Gemeinden in der Woiwodschaft Westpommern liegt Brzeżno flächenmäßig an 92. Stelle, einwohnermäßig nimmt die Gemeinde den 109. Platz ein.
Verwaltungssitz der Gemeinde ist das Dorf Brzeżno. Die Postleitzahl ist im gesamten Gemeindegebiet einheitlich 78-316.

### Verkehrsanbindung
Durch das Gemeindegebiet führen zwei Woiwodschaftsstraßen:
- Nr. 151: Świdwin (Schivelbein) (9 km) – Łobez (Labes) (12 km) – Choszczno (Arnswalde) – Barlinek (Berlinchen) – Gorzów Wielkopolski (Landsberg/Warthe);
- Nr. 162: Kołobrzeg (Kolberg) – Świdwin – Drawsko Pomorskie (Dramburg).

Bahnstation ist Świdwin an der Bahnstrecke Stargard Szczeciński–Gdańsk.

### Gemeindegliederung
Zur Gmina Brzeżno gehören folgende Ortsteile („Schulzenämter“):
- Brzeżno (Briesen), Chomętowo (Gumtow), Karsibór (Karsbaum), Koszanowo (Kussenow), Pęczerzyno (Panzerin), Przyrzecze (Wartenstein), Rzepczyno (Repzin), Słonowice (Schlönwitz) und Więcław (Venzlaffshagen).

Diese untergliedern sich in kleinere Ortschaften:
Chomętówko (Kolonie Gumtow), Grąbczewo, Grądzkie (Langenhaken), Iłża (Ilsbruch), Kłącko (Klanzig), Krajewo (Friedhof), Miłoszewice, Mulite (Barenwinkel), Półchleb (Polchlep), Samostrzel, Sonino (Brandenbruch) und Wilczkowo (Völzkow).